# Arvina
Arvina („Fett“ oder „Speck“) ist ein römisches Cognomen, das bei den gentes Claudia und Papillia in Verwendung war. Es war der Name einer der patrizischen Familien der Claudier.

## Namensträger
- Aulus Cornelius Cossus Arvina, römischer Konsul 343 und 332 v. Chr.
- Gaius Papirius Carbo Arvina († 82 v. Chr.), römischer Volkstribun 89 v. Chr.
- Publius Cornelius Arvina, römischer Konsul 306 und 288 v. Chr., Zensor 294 v. Chr.